# 1709 w polityce

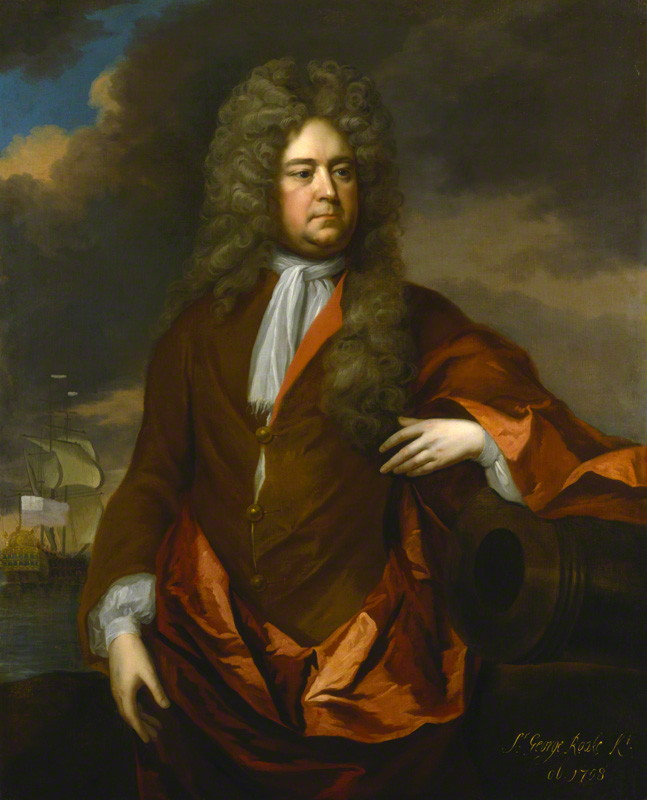
George Rooke

Wydarzenia polityczne w 1709 roku.

## Wydarzenia
- 8 lipca Bitwa pod Połtawą. Wojska szwedzkie kapitulują przed carem rosyjskim[1].

## Urodzili się
- 3 lipca Wilhelmina Pruska, margrabina Bayreuth, siostra Fryderyka II Wielkiego[2].

## Zmarli
- 24 stycznia George Rooke, angielski admirał[3].